# Прапор Кулябівки

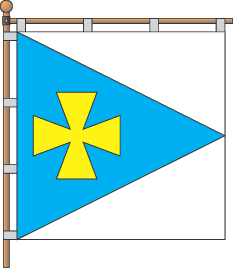
Прапор Кулябівки

Герб Кулябівки — геральдичний символ населених пунктів Богданівської сільської ради  Яготинського району Київської області (Україна): Кулябівки, Тужилова і Шевченкового.
- Герб затверджений сесією сільської ради (автор — О. Желіба).

## Опис
- Квадратне біле полотнище (співвідношення 1:1) із синім клином управо, обтяженим жовтим лицарським хрестом.

- Корогва має вертикальне та горизонтальне кріплення.

## Трактування
- Лицарський хрест – віра, надія, любов, випробування, спасіння, готовність збройно захищати свою Батьківщину.